# Альфаро, Флавио
Флавио Роман Альфаро (англ. Flavio Roman Alfaro; 26 октября 1961, Лос-Анджелес, Калифорния — 27 января 2021, Сакраменто, там же) — американский, игрок второй базы и шортстоп. На студенческом уровне играл за команду университета штата Калифорния в Сан-Диего. Выступал в составе команды «Дарем Буллз», входившей в систему клуба Главной лиги бейсбола «Атланта Брэйвз». Участник Олимпийских игр 1984 года в составе сборной США (второе место в демонстрационных соревнованиях).

## Биография
Флавио Альфаро родился 26 октября 1961 года в Лос-Анджелесе. Окончил Политехническую старшую школу в Сан-Фернандо, затем поступил в университет штата Калифорния в Сан-Диего. В составе студенческой команды в сезонах 1983 и 1984 годов провёл 139 матчей, отбивал с показателем 34,2 %, выбил 16 хоум-ранов и набрал 104 RBI. По итогам 1984 года был признан самым ценным игроком команды и вошёл в сборную звёзд Западной конференции.
Летом 1984 года в составе сборной США принимал участие в бейсбольном турнире Олимпийских игр в Лос-Анджелесе, стал серебряным призёром. На драфте Главной лиги бейсбола того же года был выбран «Атлантой» в четвёртом раунде. Сезон 1985 года провёл в составе команды Дарем Буллз, в 110 сыгранных матчах отбивал с показателем 19,3 %. В начале 1986 года был обменян в «Милуоки Брюэрс», но не договорился с клубом об условиях контракта и завершил спортивную карьеру.
После ухода из спорта жил в Сакраменто. Работал фермером и продавцом. Скончался 27 января 2021 года в возрасте 59 лет от рака поджелудочной железы.